# San Giorgio Monferrato
San Giorgio Monferrato (San Giòrs Monfrà in piemontese) è un comune italiano di 1 214 abitanti della provincia di Alessandria in Piemonte.
Paese del Monferrato Casalese situato a 281 metri di altezza sul livello del mare, si sviluppa su una superficie di 710 ettari.
L'abitato si concentra attorno al castello che da una piccola altura domina la strada di collegamento Asti-Casale. Il maniero è inserito nel sistema dei "Castelli Aperti" del Basso Piemonte.

## Storia

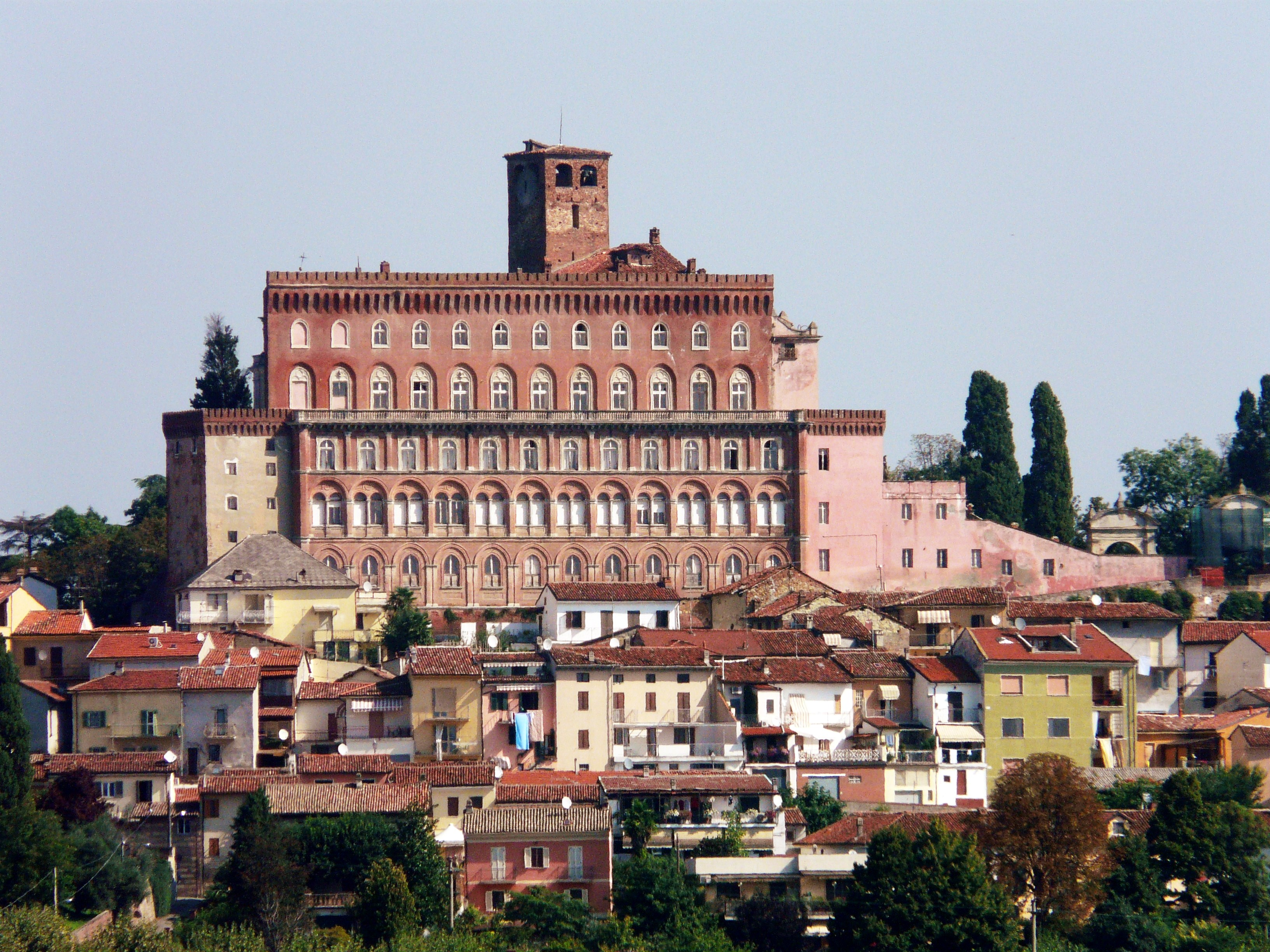
Il castello alle pendici del borgo

Il territorio di San Giorgio fece parte fin dai tempi più remoti del cosiddetto "distretto" di Sant'Evasio. L'omonimo castello, sotto il profilo documentale, è pure da ritenersi, secondo valenti storici, il più antico fra i castelli del Monferrato.
La prima attestazione riferibile comunque alla presenza di San Giorgio è quella contenuta nel diploma di Ottone III del 7 maggio 999, che confermava a Leone, vescovo di Vercelli, "districtus S. Evasi a Pado usque in Sturam, in Fraxaneto, Paxiliano, Ticinesse, Sarmaza et Sancto Georgio et in Ozano ultra tria miliara".
Federico Barbarossa con diploma del 1152 da Vitzemburg confermava al vescovo vercellese Ugozione la proprietà del castello e del nascente borgo.
Nel corso delle guerre fra i comuni di Alessandria, Asti e Vercelli da una parte e Bonifacio I dall'altra, che resero convulse le vicende di questo territorio, comparvero i Signori di San Giorgio. Da quel momento la storia del castello e del borgo fu strettamente legata alle famiglie nobiliari che si succedettero nel possesso del feudo.
Nel 1216 il castello passò a Roberto Avogadro di Collobiano. È comunque probabile che già all'inizio del Trecento gli uomini di San Giorgio fossero organizzati in libero Comune, anche se non conosciamo, per la scarsità di documenti, il grado di autonomia rispetto al potere signorile locale. Per certo, il castello viene confermato ai marchesi di Monferrato con i diplomi dell'imperatore Carlo IV, re di Boemia, del 17 marzo 1355 e dell'8 marzo 1359.
A dimostrare l'esistenza di una comunità organizzata ai piedi del castello, contribuiscono certamente la stesura, nel 1393, delle regole di comportamento, i cosiddetti "Statuti". Suddivisi in 94 capitoli, essi contengono regole di diritto civile e penale.
Successivamente il castello figura fra la dote di Lucrezia, figlia naturale del Marchese Guglielmo VIII, la quale aveva sposato Bartolomeo del Carretto nel 1464. Il marchese Gian Giorgio donava il feudo, nel 1532, al figlio naturale Flaminio Paleologo, morto in carcere nel 1571, accusato di aver fatto parte dei rivoltosi di Oliviero Capello, colpevoli di aver attentato alla vita del duca Guglielmo Gonzaga.
Il maniero fu inoltre sede del Tribunale dell'Inquisizione. Durante l'epidemia di peste del 1530, la città di Casale e il suo circondario vissero per un decennio sotto l'incubo della malattia. Molte persone vennero denunciate con l'accusa di essere untori e processati da un tribunale del marchesato, presieduto dall'integerrimo Commissario Necco. Il tribunale si riunì nel castello di San Giorgio il 17 giugno del 1530 per giudicare una quarantina di persone accusate di aver sparso il contagio. La macchina della tortura riuscì a strappare negli interrogatori confessioni delittuose, complicità e delazioni. Il processo si protrasse per un mese e si chiuse con la condanna a morte di trenta persone colpevoli di aver perpetrato crimini per ben sette anni, dal 1522 al 1529, un primato mai più eguagliato nelle storia delle unzioni in Italia.
Nel 1600 le vicende di San Giorgio furono strettamente collegate con la lotta per la conquista di Casale tra le potenze che si contendevano il predominio sulla penisola: Savoia, Gonzaga, Francia e Spagna. Chiunque volesse assediare la città dovette, giocoforza, assicurarsi il controllo della collina e la conquista del castello di San Giorgio divenne un'operazione strategica necessaria e determinante.
Sempre nel Seicento e nel secolo successivo un contributo importante alla vita sociale del paese fu portato dalle confraternite religiose, molto vitali e rissose. Queste associazioni di fedeli, organizzate per esercitare opere di carità, possedevano rendite proprie (chiese e terreni), frutto dei legati cui erano beneficiarie.
Verso la metà del sec. XVII il castello, già di proprietà di Gaspare Maria Galeazzi Salvati, passò a Giovanni Gozani che l'aveva comprato per 2.100 doppie d'oro (21.000 testoni), poi ai conti Cavalli d'Olivola. Negli anni '50 venne acquistato dall'industriale Angelo Ricaldone che fece apporre sulla porta d'entrata il motto: "Tutto fu d'altri e tutto tornerà ad altri". Ancora oggi il maniero è ricordato come castello San Giorgio o Ricaldone .

### Simboli
Stemma
(Regio decreto del 18 aprile 1929, concessione di stemma)
Gonfalone
(D.P.R. del 21 dicembre 1988, concessione di gonfalone)

### Onorificenze
Con deliberazione del Consiglio Comunale del 7 dicembre 1918 San Giorgio Monferrato conferì la cittadinanza onoraria al presidente degli Stati Uniti d'America Thomas Woodrow Wilson "per i meriti eccezionali acquisiti nella Grande Guerra combattuta per la libertà e la giustizia del mondo".

## Monumenti e luoghi d'interesse
- Castello
- Chiesa parrocchiale

## Società

### Evoluzione demografica
Abitanti censiti

## Amministrazione
Di seguito è presentata una tabella relativa alle amministrazioni che si sono succedute in questo comune.
| Periodo        | Periodo        | Primo cittadino      | Partito                                   | Carica  | Note  |
| -------------- | -------------- | -------------------- | ----------------------------------------- | ------- | ----- |
| 6 giugno 1985  | 22 maggio 1990 | Giorgio Bagna        | lista civica                              | Sindaco | [ 6 ] |
| 22 maggio 1990 | 24 aprile 1995 | Rosalinda Miglietta  | lista civica                              | Sindaco | [ 6 ] |
| 24 aprile 1995 | 14 giugno 1999 | Pietro Luigi Dallera | sinistra                                  | Sindaco | [ 6 ] |
| 14 giugno 1999 | 14 giugno 2004 | Rino Scarola         | lista civica                              | Sindaco | [ 6 ] |
| 14 giugno 2004 | 7 giugno 2009  | Rino Scarola         | lista civica                              | Sindaco | [ 6 ] |
| 8 giugno 2009  | 26 maggio 2014 | Teresa Zaccone       | lista civica: San Giorgio a cavallo       | Sindaco | [ 6 ] |
| 26 maggio 2014 | 26 maggio 2019 | Pietro Dallera       | lista civica: Insieme per il futuro       | Sindaco | [ 6 ] |
| 26 maggio 2019 | 9 giugno 2024  | Pietro Dallera       | lista civica: Insieme per il futuro       | Sindaco | [ 6 ] |
| 9 giugno 2024  | in carica      | Paolo Marchisio      | lista civica: Noi con voi per San Giorgio | Sindaco | [ 6 ] |

### Gemellaggi
- Saint-Julien [4]

## Infrastrutture e trasporti
La fermata di San Giorgio Casale è posta lungo la ferrovia Castagnole-Asti-Mortara, il cui traffico è sospeso dal 2012.

## Galleria d'immagini

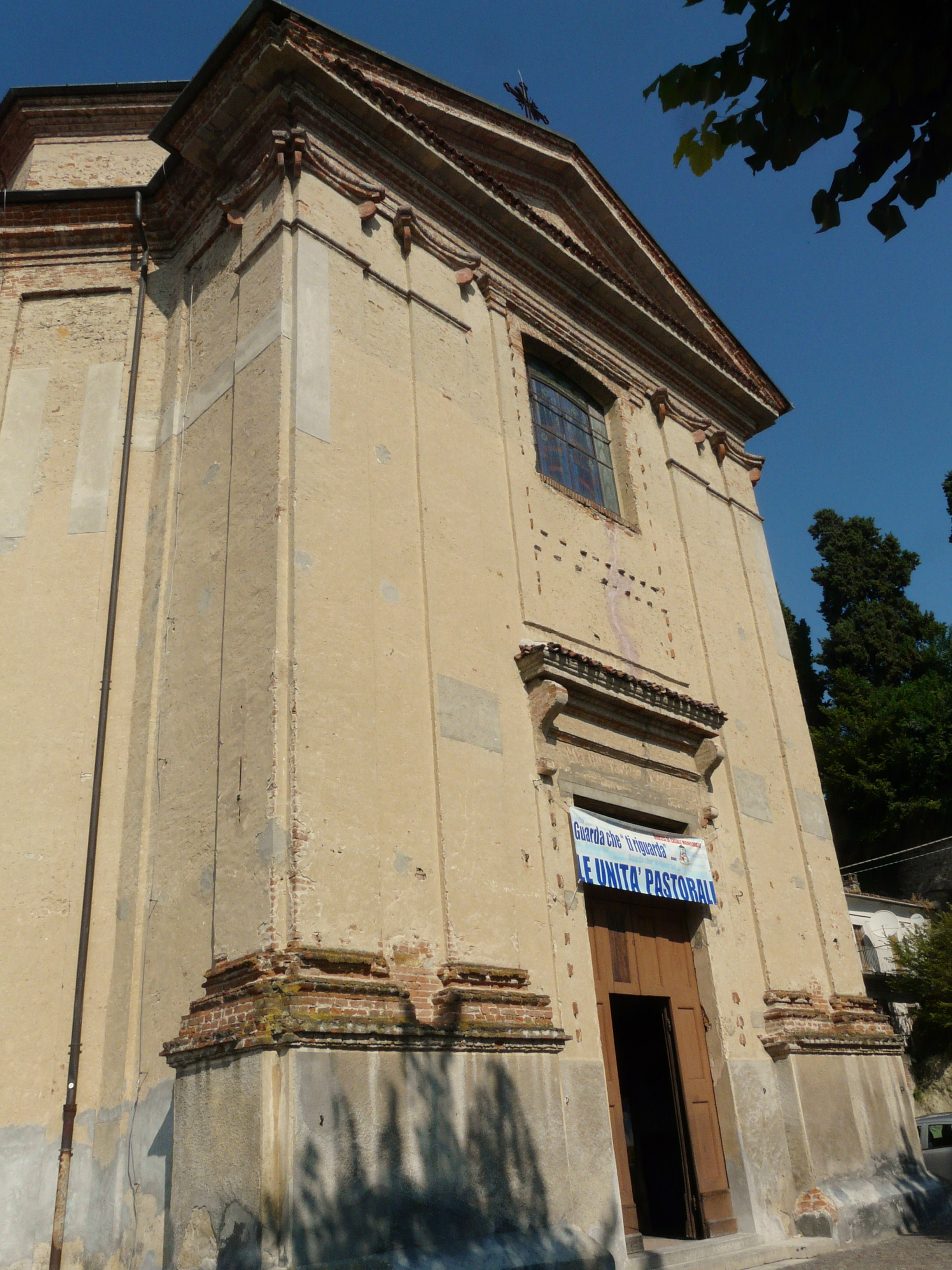
Facciata della chiesa di San Giorgio
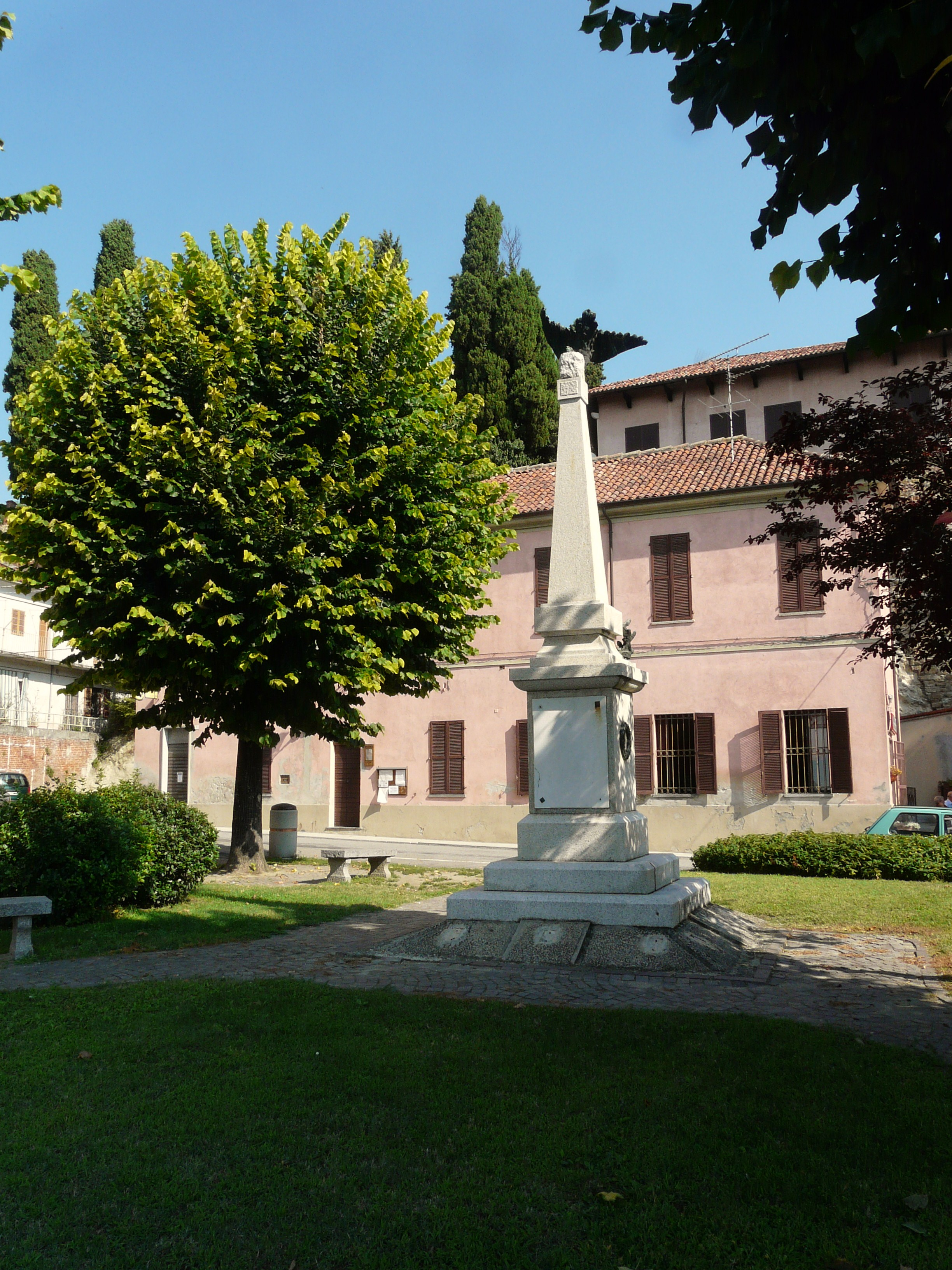
Monumento ai caduti di San Giorgio Monferrato
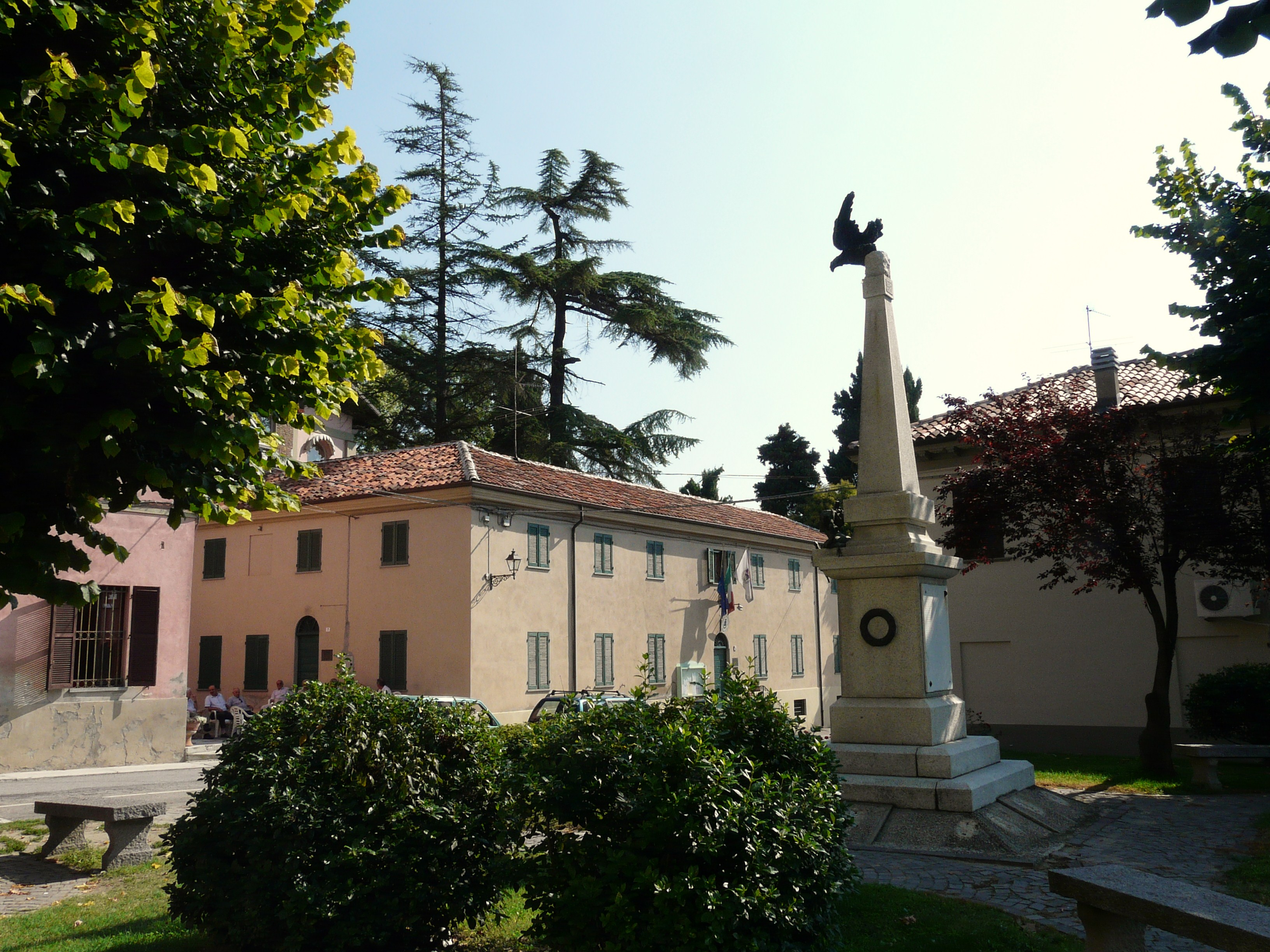
Piazza della Chiesa, sullo sfondo il municipio e il monumento ai caduti di San Giorgio Monferrato
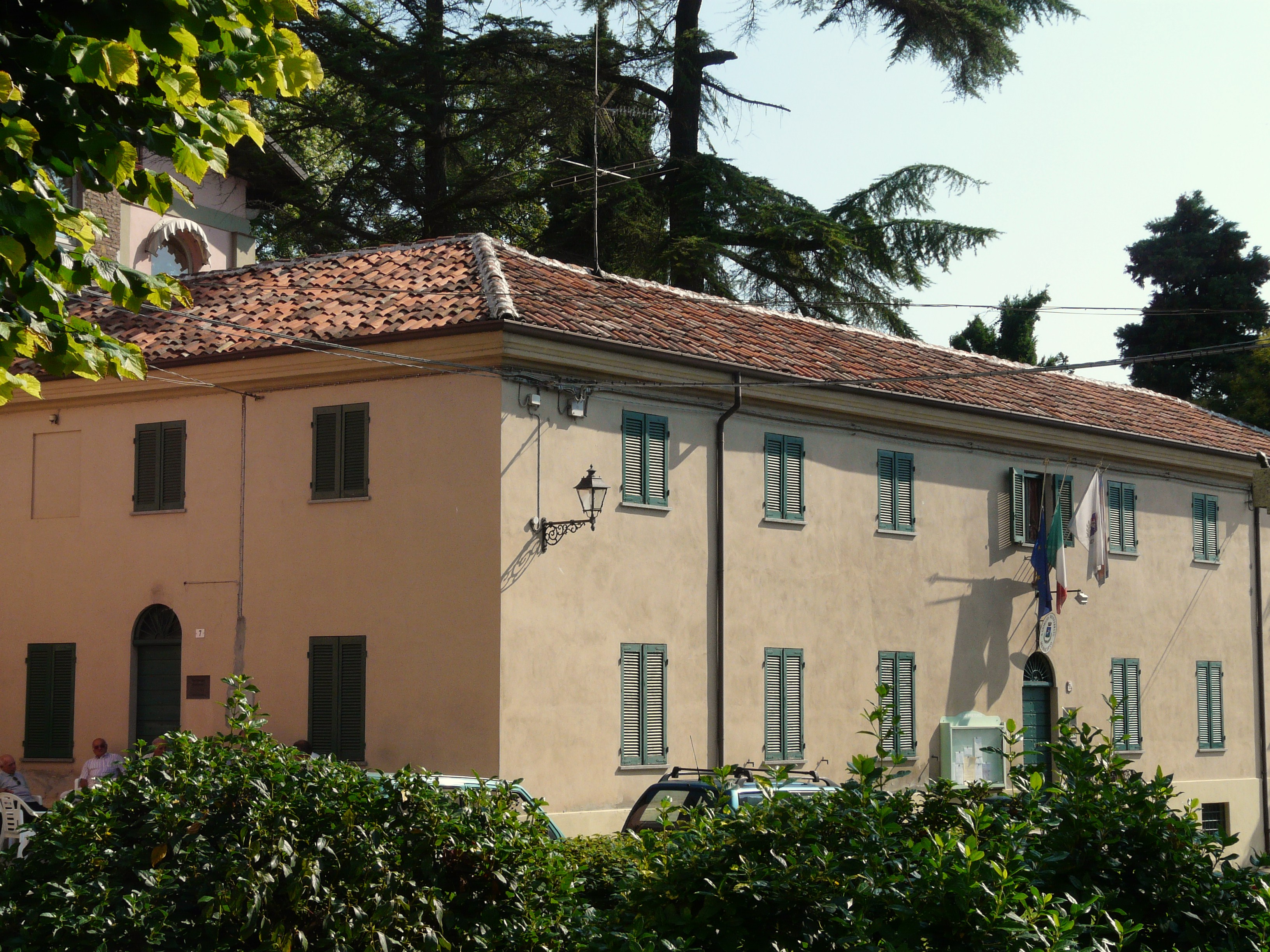
Municipio di San Giorgio Monferrato